# 郷静子
郷 静子（ごう しずこ、1929年〈昭和4年〉4月20日 - 2014年〈平成26年〉9月30日）は、日本の小説家。

## 経歴
神奈川県横浜市西区生まれ。本名・山口三千子（やまぐち みちこ）。鶴見高等女学校（現・鶴見大学附属鶴見女子中学校・高等学校）卒業。戦後、結核の療養を送りながら新日本文学会の日本文学学校に通い、野間宏に影響を受ける。その後、同人誌「横浜文学」創刊に参加した。1972年（昭和47年）、戦時中の空襲下の軍国少女の姿を通して戦争の非情を訴える中編作品『れくいえむ』を『文學界』に発表、同作で1973年（昭和48年）、第68回芥川賞を受賞した。
2003年（平成15年）に、自身の農村生活をもとにした時代小説『草莽』を発表の後、執筆活動から退いた。2014年9月30日、横浜市港南区の病院で、腎不全のため死去（死因は肺炎、老衰とする報道もある）。85歳没。

## 著書
- 『れくいえむ』（文藝春秋、1973年）のち文庫
- 『色のない絵』（自由企画・出版、1975年）
- 『小さな海と空』（文藝春秋、1975年）
- 『わが家の泥んこ教育』（講談社、1976年）
- 『夕空晴れて』（文藝春秋、1979年）
- 『よみがえる季節』（文藝春秋、1980年）
- 『女の生きかた 主婦作家の日々』（大月書店、1982年）
- 『わたしの横浜』（大月書店、1982年）
- 『草莽』（まほろば書房、2003年）

### 編著
- 『国語がつまらない 文学と教育の広場を』（伊豆利彦共編、合同出版、1978年）
- 『人間として女として 上　愛と平和に生きる』（労働旬報社、1985年）